# Väinö Valve

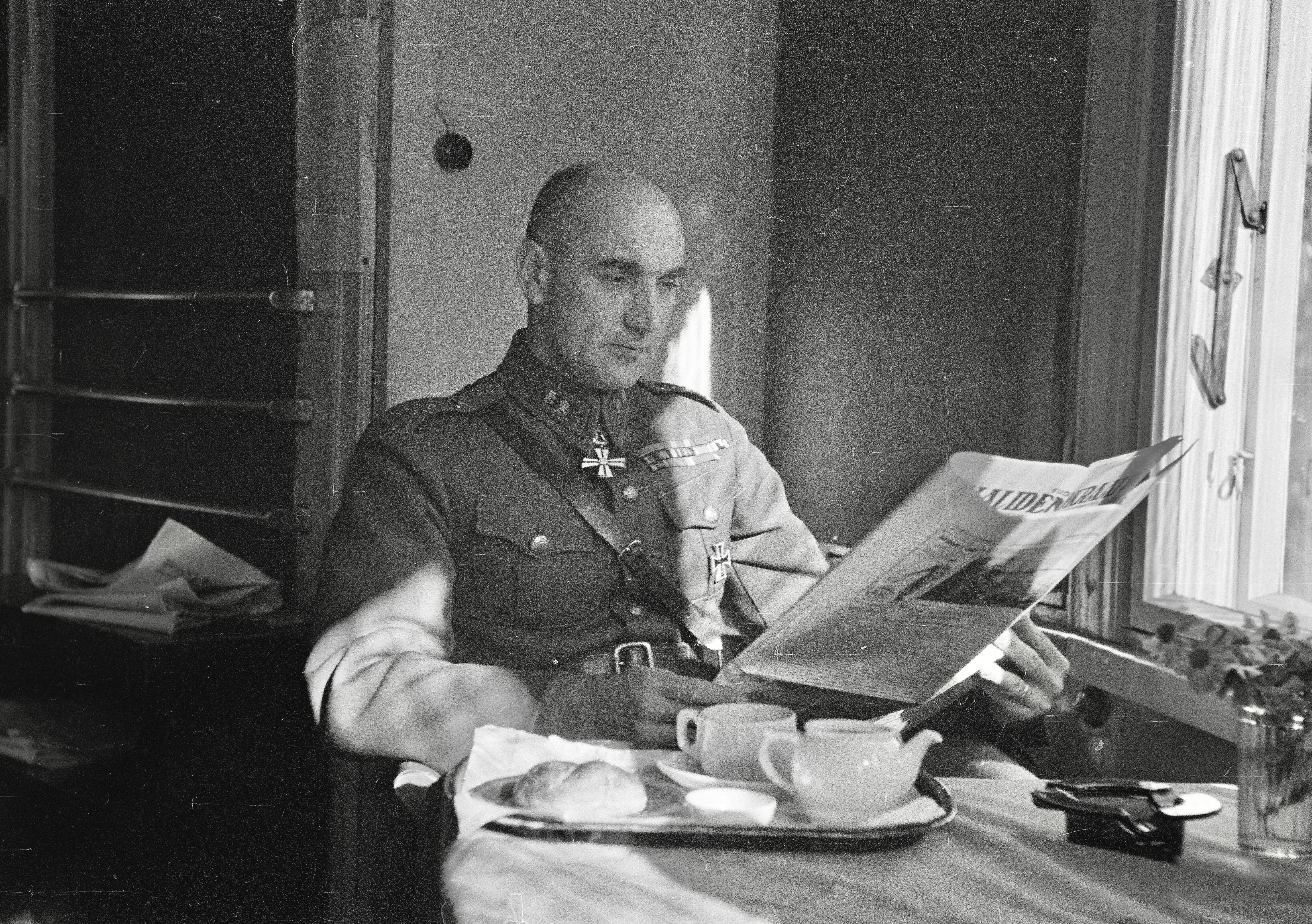
Väinö Valve w siedzibie fińskiej marynarki wojennej w październiku 1941 roku.

Väinö Valve (Valve Väinö Lahja Rikhard) (ur. 28 grudnia 1895 w Lappeenranta, zm. 11 marca 1995 w Helsinkach) – fiński generał, twórca systemu obrony linii brzegowej Finlandii, od grudnia 1944 do kwietnia 1945 był ministrem obrony.